# 창오초등학교
창오초등학교는 대한민국 전북특별자치도 군산시 성산면 창오리에 있는 공립 초등학교이다.

## 학교 연혁
- 1939년 6월 1일 창오공립심상소학교 개교(설립인가 5월 18일)
- 1941년 4월 1일 창오공립국민학교 명칭 변경
- 1984년 3월 5일 병설유치원 개원
- 1996년 3월 1일 창오초등학교 교명 개명
- 2016년 3월 2일 제26대 전경숙 교장 부임
- 2020년 2월 20일 제76회 졸업(졸업생 2488명)

## 참고 자료
- 창오초등학교 - 한국교육학술정보원 학교알리미